# 天養
天養（1144年3月28日－1145年8月12日）是日本的年號之一，在康治之後、久安之前，指的是1144~1145年這段期間。這個時代的天皇是近衛天皇，並由鳥羽上皇實施院政。

## 改元
- 康治三年二月廿三日（1144年3月28日） 因應甲子革令而改元。
- 天養二年七月廿二日（1145年8月12日） 改元久安。

## 出處
《後漢書・郎顗襄楷列傳》「此天之意也，人之慶也，仁之本也，儉之要也，焉有應天養人，為仁為儉，而不降福者乎？」之句。

## 紀年、西曆、干支對照表
| 天養 | 元年   | 二年   |
| 公元 | 1144年 | 1145年 |
| 干支 | 甲子   | 乙丑   |

## 關連項目
- 日本年號索引
- 同期存在的其他政權之紀年
  - 紹興（1131年正月至1162年十二月）：宋—宋高宗趙構之年號
  - 保天（1129年起）：大理—段正嚴之年號
  - 廣運（至1147年）：大理—段正嚴之年號
  - 大定（1140年至1162年）：李朝—李天祚之年號
  - 咸清（1144年至1150年）：西遼—感天后蕭塔不煙之年號
  - 皇統（1141年正月至1149年十二月）：金—金熙宗完颜亶之年號
  - 人慶（1144年正月至1148年十二月）：西夏—夏仁宗李仁孝之年號